# Ivan Slavkov
Ivan Slavkov (em búlgaro:  Иван Славков; 11 de maio de 1940 - 1 de maio de 2011) foi um dirigente esportivo da Bulgária. Foi presidente do Comitê Olímpico Búlgaro entre 1982 e 2005 e membro do Comitê Olímpico Internacional entre 1987 e 2005. Foi suspenso após investigações da BBC revelarem que ele estaria disposto a se corromper na votação que definiu a sede dos Jogos Olímpicos de Verão de 2012.